# Пыжик Ксантуса
Пыжик Ксантуса (лат. Synthliboramphus hypoleucus) — небольшая морская птица семейства чистиковых. Вид был впервые описан по экземплярам, пойманным в Нижней Калифорнии (Мексика), венгерским орнитологом Яношем Ксантушом.

## Описание
Достигает длины около 25 см и массы от 138 до 185 г. Оперение птицы чёрно-белого цвета. Голова маленькая. Клюв тонкий и острый. 

## Местообитание
Обитает на калифорнийских островах Чаннел, на острове Гуадалупе и других островах вблизи побережья Нижней Калифорнии.
По окончании периода гнездования встречается в открытом море вплоть до территории Британской Колумбии.

## Размножение
Гнездится колониями в небольших расщелинах, нишах скал или под кустами. К гнезду возвращается только ночью. В кладке обычно два яйца, насиживание которых длится месяц. Птенцы уже через два дня после вылупления в одиночку покидают гнездо и бегут за родителями к морю. Всё семейство затем плывёт в открытое море на поиски корма.

## Питание
Питается мелкими рыбами и зоопланктоном.

## Угроза
Угрозу для вида представляет прежде всего загрязнение моря в результате разлива нефти из танкеров. Завезённые в места гнездовий крысы и одичавшие кошки также представляют большую опасность. Лишь однажды удалось с помощью отравленных приманок вывести крыс с острова Анакапа.